# Yasuyo Yamagishi
Yasuyo Yamagishi (山岸 靖代 Yamagishi Yasuyo?), född 28 november 1979, är en japansk tidigare fotbollsspelare.
Yasuyo Yamagishi debuterade för japans landslag den 8 december 1998 i en 6–0-vinst över Thailand. Hon spelade 60 landskamper för det japanska landslaget. Hon deltog bland annat i fotbolls-VM 2003 och OS 2004.